# Ministère des Affaires municipales et de l'Habitation
Le ministère des Affaires municipales et de l'Habitation (MAMH), au Québec, est le ministère du gouvernement du Québec chargé de l'administration et du développement des municipalités, des régions, de la métropole et de l'habitation. Il est aussi responsable de l'aménagement et de l'occupation du territoire.
Il est placé sous la responsabilité de la ministre des Affaires municipales Andrée Laforest depuis le 18 octobre 2018 et de la ministre responsable de l’Habitation France-Élaine Duranceau depuis le 20 octobre 2022.

## Mandat
Le ministère agit à titre de partenaire des municipalités locales, municipalités régionales de comté, des communautés métropolitaines, des autres catégories d'entités territoriales et des associations de municipalités québécoises en vue de soutenir, au bénéfice des citoyens, l'administration municipale et l'habitation et de favoriser un aménagement, un développement et une occupation durables du territoire québécois.

### Organismes rattachés
Quatre organismes publics sont rattachés au ministère des Affaires municipales et de l'Habitation soit :
- la Commission municipale du Québec[2];
- la Société d'habitation du Québec[3];
- le Tribunal administratif du logement[4] est depuis 2022 sous la responsabilité de la ministre responsable de l'Habitation[5].

## Historique
Le secteur d'activité des affaires municipales est créé en 1918 par la Loi créant un département des Affaires municipales et amendant en conséquence les Statuts refondus, 1909, les Statuts refondus, 1888, et le Code municipal de Québec, SQ 1917-18 (8 GeoV), c. 20,.
Lors de l'élection du second gouvernement Bourassa fin 1985 le ministère récupère les attributions liées à l'habitation du ministère de l'Habitation et de la Protection du consommateur qui est mis en sommeil.
La loi sur le ministère des Affaires municipales est réformée le 27 octobre 1999 lorsque le ministère de la Métropole est aboli, le ministère des Affaires municipales récupérant les attributions liées au développement économique et culturel de Montréal. Les postes de ministre des Affaires municipales et de ministre de la Métropole avaient déjà été réunis lors de la nomination de Louise Harel au poste de ministre d'État aux Affaires municipales et à la Métropole le 15 décembre 1998 après la victoire du Parti québécois aux élections de 1998. Le titre de la loi instituant le ministère et le nom du ministère sont modifiés en 2009. Depuis cette modification, le ministère porte officiellement le nom de ministère des Affaires municipales, des Régions et de l'Occupation du territoire. Il demeure cependant loisible au premier ministre de désigner autrement les ministères.
Le 28 janvier 2016, le premier ministre Philippe Couillard nomme Martin Coiteux simultanément ministre des Affaires municipales et de l'Occupation du territoire et ministre de la Sécurité publique. Il lui confie également la mission « d'évaluer au cours des six prochains mois la possibilité de réunir les deux ministères » en un ministère de l'Intérieur comme c'est le cas en France ou en Algérie. Le projet est controversé, et opposants comme supporteurs du projet soulignent la différence de culture entre les employés du ministère des Affaires municipales et ceux du ministère de la Sécurité publique qui rendrait la fusion risquée.
Le projet n'est pas mené à son terme et les postes de ministre des Affaires municipales et de ministre de la Sécurité publique sont à nouveau dissociés lors de la formation du Gouvernement François Legault en octobre 2018.

## Liste des ministres
| Ministre          | Ministre                                                                                                 | Parti            | Début             | Fin               | Cabinet        |
| ----------------- | --- | ---------------- | ----------------- | ----------------- | -------------- |
|                   | Walter George Mitchell Ministre des Affaires municipales                                                 | Libéral          | 8 mars 1918       | 23 novembre 1921  | Taschereau     |
|                   | Jacob Nicol Ministre des Affaires municipales                                                            | Libéral          | 23 novembre 1921  | 30 avril 1924     | Taschereau     |
|                   | Louis-Alexandre Taschereau Ministre des Affaires municipales                                             | Libéral          | 30 avril 1924     | 6 juin 1935       | Taschereau     |
|                   | Télesphore-Damien Bouchard Ministre des Affaires municipales, de l'Industrie et du Commerce              | Libéral          | 6 juin 1935       | 11 juin 1936      | Taschereau     |
| 11 juin 1936      | Télesphore-Damien Bouchard Ministre des Affaires municipales, de l'Industrie et du Commerce              | Libéral          | 26 août 1936      | Godbout (1)       |                |
|                   | Joseph Bilodeau Ministre des Affaires municipales, de l'Industrie et du Commerce                         | Union nationale  | 26 août 1936      | 8 novembre 1939   | Duplessis (1)  |
|                   | Oscar Drouin Ministre des Affaires municipales, de l'Industrie et du Commerce                            | Libéral          | 8 novembre 1939   | 1er avril 1943    | Godbout (2)    |
|                   | Oscar Drouin Ministre des Affaires municipales                                                           | Libéral          | 1er avril 1943    | 29 juin 1944      | Godbout (2)    |
|                   | Henri Renault Ministre des Affaires municipales                                                          | Libéral          | 29 juin 1944      | 30 août 1944      | Godbout (2)    |
|                   | Bona Dussault Ministre des Affaires municipales                                                          | Union nationale  | 30 août 1944      | 15 juillet 1953   | Duplessis (2)  |
|                   | Yves Prévost Ministre des Affaires municipales                                                           | Union nationale  | 15 juillet 1953   | 26 septembre 1956 | Duplessis (2)  |
|                   | Paul Dozois Ministre des Affaires municipales                                                            | Union nationale  | 26 septembre 1956 | 11 septembre 1959 | Duplessis (2)  |
| 11 septembre 1959 | Paul Dozois Ministre des Affaires municipales                                                            | Union nationale  | 8 janvier 1960    | Sauvé             |                |
| 8 janvier 1960    | Paul Dozois Ministre des Affaires municipales                                                            | Union nationale  | 5 juillet 1960    | Barette           |                |
|                   | René Hamel Ministre des Affaires municipales                                                             | Libéral          | 5 juillet 1960    | 20 décembre 1961  | Lesage         |
|                   | Lucien Cliche Ministre des Affaires municipales                                                          | Libéral          | 20 décembre 1961  | 5 décembre 1962   | Lesage         |
|                   | Pierre Laporte Ministre des Affaires municipales                                                         | Libéral          | 5 décembre 1962   | 16 juin 1966      | Lesage         |
|                   | Paul Dozois Ministre des Affaires municipales                                                            | Union nationale  | 16 juin 1966      | 31 octobre 1967   | Johnson (père) |
|                   | Robert Lussier Ministre des Affaires municipales                                                         | Union nationale  | 31 octobre 1967   | 26 septembre 1968 | Johnson (père) |
| 26 septembre 1968 | Robert Lussier Ministre des Affaires municipales                                                         | Union nationale  | 12 mai 1970       | Bertrand          |                |
|                   | Maurice Tessier Ministre des Affaires municipales                                                        | Libéral          | 12 mai 1970       | 21 février 1973   | Bourassa (1)   |
|                   | Victor Goldbloom Ministre des Affaires municipales et de l'Environnement                                 | Libéral          | 21 février 1973   | 26 novembre 1976  | Bourassa (1)   |
|                   | Guy Tardif Ministre des Affaires municipales                                                             | Parti québécois  | 26 novembre 1976  | 6 octobre 1980    | Lévesque       |
|                   | Jacques Léonard Ministre des Affaires municipales                                                        | Parti québécois  | 6 octobre 1980    | 5 avril 1984      | Lévesque       |
|                   | Alain Marcoux Ministre des Affaires municipales                                                          | Parti québécois  | 5 avril 1984      | 3 octobre 1985    | Lévesque       |
| 3 octobre 1985    | Alain Marcoux Ministre des Affaires municipales                                                          | Parti québécois  | 12 décembre 1985  | P.M. Johnson      |                |
|                   | André Bourbeau Ministre des Affaires municipales                                                         | Libéral          | 12 décembre 1985  | 23 juin 1988      | Bourassa (2)   |
|                   | Pierre Paradis Ministre des Affaires municipales                                                         | Libéral          | 23 juin 1988      | 11 octobre 1989   | Bourassa (2)   |
|                   | Yvon Picotte Ministre des Affaires municipales                                                           | Libéral          | 11 octobre 1989   | 5 octobre 1990    | Bourassa (2)   |
|                   | Claude Ryan Ministre des Affaires municipales                                                            | Libéral          | 5 octobre 1990    | 11 janvier 1994   | Bourassa (2)   |
| 11 janvier 1994   | Claude Ryan Ministre des Affaires municipales                                                            | Libéral          | 26 septembre 1994 | Johnson (fils)    |                |
|                   | Guy Chevrette Ministre des Affaires municipales                                                          | Parti québécois  | 26 septembre 1994 | 26 janvier 1996   | Parizeau       |
|                   | Rémy Trudel Ministre des Affaires municipales                                                            | Parti québécois  | 26 janvier 1996   | 15 décembre 1998  | Bouchard       |
|                   | Louise Harel Ministre d'État aux Affaires municipales et à la Métropole                                  | Parti québécois  | 15 décembre 1998  | 8 mars 2001       | Bouchard       |
| 8 mars 2001       | Louise Harel Ministre d'État aux Affaires municipales et à la Métropole                                  | Parti québécois  | 30 janvier 2002   | Landry            |                |
|                   | André Boisclair Ministre d'État aux Affaires municipales et à la Métropole, à l'Environnement et à l'Eau | Parti québécois  | 30 janvier 2002   | Landry            | 29 avril 2003  |
|                   | Jean-Marc Fournier Ministre des Affaires municipales, du Sport et du Loisir                              | Libéral          | 29 avril 2003     | 18 février 2005   | Charest        |
|                   | Nathalie Normandeau Ministre des Affaires municipales et des Régions                                     | Libéral          | 18 février 2005   | 18 décembre 2008  | Charest        |
|                   | Nathalie Normandeau Ministre des Affaires municipales, des Régions et de l'Occupation du territoire      | Libéral          | 18 décembre 2008  | 23 juin 2009      | Charest        |
|                   | Laurent Lessard Ministre des Affaires municipales, des Régions et de l'Occupation du territoire          | Libéral          | 23 juin 2009      | 19 septembre 2012 | Charest        |
|                   | Sylvain Gaudreault Ministre des Affaires municipales, des Régions et de l'Occupation du territoire       | Parti québécois  | 19 septembre 2012 | 23 avril 2014     | Marois         |
|                   | Pierre Moreau Ministre des Affaires municipales et de l'Occupation du territoire                         | Libéral          | 23 avril 2014     | 28 janvier 2016   | Couillard      |
|                   | Martin Coiteux Ministre des Affaires municipales et de l'Occupation du territoire                        | Libéral          | 28 janvier 2016   | 18 octobre 2018   | Couillard      |
|                   | Andrée Laforest Ministre des Affaires municipales et de l'Habitation                                     | Coalition avenir | 18 octobre 2018   | 20 octobre 2022   | Legault        |
|                   | Andrée Laforest Ministre des Affaires municipales                                                        | Coalition avenir | 20 octobre 2022   | En fonction       | Legault        |

### Ministres délégués ou responsables

#### Volet Habitation
Les missions liées à l'habitation, notamment la gestion du Tribunal administratif du logement et de la Société d'habitation du Québec (SHQ), sont groupées avec les missions liées à la protection du consommateur (notamment la gestion de l'Office de la protection du consommateur) lors de la création du ministère de l'Habitation et de la Protection du consommateur en juin 1981 peu après les élections générales de 1981. Le Parti québécois avait fait de la création d'un tel ministère une promesse de campagne.
À partir du 1er avril 1987 la SHQ reprend le mandat du ministère de l'Habitation et de la Protection du consommateur relatif à l'étude des besoins, priorités et objectifs du secteur de l'habitation au Québec (notamment les conditions d'habitation de la population) et en stimuler le développement. 
| Titulaire Parti                                                    | Titulaire Parti                          | Début                                | Fin                                  | Cabinet  |
| ------------------------------------------------------------------ | ---------------------------------------- | ------------------------------------ | ------------------------------------ | -------- |
| Ministre délégué à l'Habitation                                    | Ministre délégué à l'Habitation          | Ministre délégué à l'Habitation      | Ministre délégué à l'Habitation      | Lévesque |
|                                                                    | Guy Tardif Parti québécois               | 6 novembre 1980                      | 30 avril 1981                        | Lévesque |
| Ministre délégué à l'Habitation et à la Protection du consommateur |                                          |                                      |                                      | Lévesque |
|                                                                    | Guy Tardif Parti québécois               | 30 avril 1981                        | 18 juin 1981                         | Lévesque |
| Ministre de l'Habitation et de la Protection du consommateur       |                                          |                                      |                                      | Lévesque |
|                                                                    | Guy Tardif Parti québécois               | 18 juin 1981                         | 27 novembre 1984                     | Lévesque |
|                                                                    | Jacques Rochefort Parti québécois        | 27 novembre 1984                     | 3 octobre 1985                       | Lévesque |
| 3 octobre 1985                                                     | Jacques Rochefort Parti québécois        | 12 décembre 1985                     | P.M. Johnson                         |          |
| Ministre délégué à l'Habitation                                    | Ministre délégué à l'Habitation          | Ministre délégué à l'Habitation      | Ministre délégué à l'Habitation      | Landry   |
|                                                                    | Jacques Côté Parti québécois             | 30 janvier 2002                      | 29 avril 2003                        | Landry   |
| Ministre responsable de l'Habitation                               | Ministre responsable de l'Habitation     | Ministre responsable de l'Habitation | Ministre responsable de l'Habitation | Legault  |
|                                                                    | France-Élaine Duranceau Coalition avenir | 20 octobre 2022                      | En fonction                          | Legault  |